# Olympische Sommerspiele 2012/Fußball – Frauen
Diese Seite enthält alle Spiele des olympischen Fußballturniers der Frauen von 2012 in Großbritannien mit allen statistischen Details.

## Vorrunde

### Gruppe E
| Pl. | Land           | Sp. | S | U | N | Tore    | Diff. | Punkte |
| --- | -------------- | --- | - | - | - | ------- | ----- | ------ |
| 1.  | Großbritannien | 3   | 3 | 0 | 0 | 005:000 | +5    | 09     |
| 2.  | Brasilien      | 3   | 2 | 0 | 1 | 006:100 | +5    | 06     |
| 3.  | Neuseeland     | 3   | 1 | 0 | 2 | 003:300 | ±0    | 03     |
| 4.  | Kamerun        | 3   | 0 | 0 | 3 | 001:110 | −10   | 0      |

#### Großbritannien – Neuseeland 1:0 (0:0)
| Großbritannien                                                              | Großbritannien | Neuseeland | Neuseeland |
| --------------------------------------------------------------------------- | --- | --- | ---------- |
| Vereinigtes Königreich                                                      | \| 25. Juli 2012 um 16:00 Uhr (17:00 Uhr MESZ) in Cardiff (Millennium Stadium) \| \| Zuschauer: 24.445 \| \| Schiedsrichterin: Kari Seitz ( Vereinigte Staaten) \|                                                                           | \| 25. Juli 2012 um 16:00 Uhr (17:00 Uhr MESZ) in Cardiff (Millennium Stadium) \| \| Zuschauer: 24.445 \| \| Schiedsrichterin: Kari Seitz ( Vereinigte Staaten) \|                                                                                             | Neuseeland |
| Vereinigtes Königreich                                                      | Karen Bardsley – Alex Scott, Steph Houghton, Casey Stoney , Ifeoma Dieke – Jill Scott, Kim Little (46. Ellen White), Anita Asante – Karen Carney (89. Fara Williams), Kelly Smith (69. Rachel Yankey), Eniola Aluko Cheftrainer: Hope Powell | Jenny Bindon – Ria Percival, Katie Hoyle, Abby Erceg, Rebecca Smith , Ali Riley – Hayley Moorwood (60. Betsy Hassett), Kirsty Yallop (75. Annalie Longo) – Amber Hearn, Sarah Gregorius, Hannah Wilkinson Cheftrainer: Tony Readings ( Vereinigtes Königreich) | Neuseeland |
| Vereinigtes Königreich                                                      | 1:0 Houghton (64.) | | Neuseeland |
| Vereinigtes Königreich                                                      | Asante (3.) | Wilkinson (43.) | Neuseeland |
| 25. Juli 2012 um 16:00 Uhr (17:00 Uhr MESZ) in Cardiff (Millennium Stadium) | | |            |
| Zuschauer: 24.445                                                           | | |            |
| Schiedsrichterin: Kari Seitz ( Vereinigte Staaten)                          | | |            |

#### Kamerun – Brasilien 0:5 (0:2)
| Kamerun                                                                     | Kamerun | Brasilien | Brasilien |
| --------------------------------------------------------------------------- | --- | --- | --------- |
| Kamerun                                                                     | \| 25. Juli 2012 um 18:45 Uhr (19:45 Uhr MESZ) in Cardiff (Millennium Stadium) \| \| Zuschauer: 30.847 \| \| Schiedsrichterin: Jenny Palmqvist ( Schweden) \| | \| 25. Juli 2012 um 18:45 Uhr (19:45 Uhr MESZ) in Cardiff (Millennium Stadium) \| \| Zuschauer: 30.847 \| \| Schiedsrichterin: Jenny Palmqvist ( Schweden) \|                          | Brasilien |
| Kamerun                                                                     | Annette Ngo Ndom – Christine Manie, Augustine Ejangue, Claudine Meffometou – Françoise Bella , Jeannette Yango, Ajara Nchout (64. Francine Zouga) – Gabrielle Onguéné, Raïssa Feudjio (71. Gaëlle Enganamouit), Michèle Mani, Bébéy Beyene Cheftrainer: Carl Enow | Andréia – Érika, Maurine, Renata Costa – Ester, Formiga (81. Grazielle), Francielle (90.+2' Daiane), Bruna – Fabiana, Thaís Guedes (46. Cristiane), Marta Cheftrainer: Jorge Barcellos | Brasilien |
| Kamerun                                                                     | 0:1 Francielle (7.) 0:2 Renata Costa (10.) 0:3 Marta (73., Foulelfmeter) 0:4 Cristiane (78.) 0:5 Marta (88.) | | Brasilien |
| Kamerun                                                                     | Manie (6.), Yango (61.) | Formiga (75.) | Brasilien |
| 25. Juli 2012 um 18:45 Uhr (19:45 Uhr MESZ) in Cardiff (Millennium Stadium) | | |           |
| Zuschauer: 30.847                                                           | | |           |
| Schiedsrichterin: Jenny Palmqvist ( Schweden)                               | | |           |

#### Neuseeland – Brasilien 0:1 (0:0)
| Neuseeland                                                                  | Neuseeland | Brasilien | Brasilien |
| --------------------------------------------------------------------------- | --- | --- | --------- |
| Neuseeland                                                                  | \| 28. Juli 2012 um 14:30 Uhr (15:30 Uhr MESZ) in Cardiff (Millennium Stadium) \| \| Zuschauer: 30.103 \| \| Schiedsrichterin: Bibiana Steinhaus ( Deutschland) \| | \| 28. Juli 2012 um 14:30 Uhr (15:30 Uhr MESZ) in Cardiff (Millennium Stadium) \| \| Zuschauer: 30.103 \| \| Schiedsrichterin: Bibiana Steinhaus ( Deutschland) \| | Brasilien |
| Neuseeland                                                                  | Jenny Bindon – Ria Percival, Katie Hoyle, Abby Erceg, Rebecca Smith , Ali Riley – Hayley Moorwood (77. Kirsty Yallop), Betsy Hassett (87. Annalie Longo) – Amber Hearn, Sarah Gregorius, Hannah Wilkinson (81. Rosie White) Cheftrainer: Tony Readings ( Vereinigtes Königreich) | Andréia – Érika, Maurine, Renata Costa – Ester, Formiga, Francielle (58. Thaís Guedes), Bruna – Fabiana (88. Daiane), Marta , Cristiane                            | Brasilien |
| Neuseeland                                                                  | 0:1 Cristiane (86.) | | Brasilien |
| Neuseeland                                                                  | Wilkinson (75.), Hoyle (85.) | Andréia (90.+3') | Brasilien |
| 28. Juli 2012 um 14:30 Uhr (15:30 Uhr MESZ) in Cardiff (Millennium Stadium) | | |           |
| Zuschauer: 30.103                                                           | | |           |
| Schiedsrichterin: Bibiana Steinhaus ( Deutschland)                          | | |           |

#### Großbritannien – Kamerun 3:0 (2:0)
| Großbritannien                                                              | Großbritannien | Kamerun | Kamerun |
| --------------------------------------------------------------------------- | --- | --- | ------- |
| Vereinigtes Königreich                                                      | \| 28. Juli 2012 um 17:15 Uhr (18:15 Uhr MESZ) in Cardiff (Millennium Stadium) \| \| Zuschauer: 31.141 \| \| Schiedsrichterin: Hong Eun-ha ( Südkorea) \|                                                                                       | \| 28. Juli 2012 um 17:15 Uhr (18:15 Uhr MESZ) in Cardiff (Millennium Stadium) \| \| Zuschauer: 31.141 \| \| Schiedsrichterin: Hong Eun-ha ( Südkorea) \| | Kamerun |
| Vereinigtes Königreich                                                      | Karen Bardsley – Alex Scott, Steph Houghton, Casey Stoney , Ifeoma Dieke (68. Sophie Bradley) – Jill Scott, Kim Little, Anita Asante (60. Fara Williams) – Karen Carney, Kelly Smith (46. Rachel Yankey), Eniola Aluko Cheftrainer: Hope Powell | Annette Ngo Ndom – Christine Manie, Augustine Ejangue, Claudine Meffometou – Francine Zouga, Françoise Bella , Jeannette Yango (62. Ajara Nchout) – Gabrielle Onguéné, Michèle Mani (79. Gaëlle Enganamouit), Bébéy Beyene (33. Bibi Medoua), Adrienne Iven Cheftrainer: Carl Enow | Kamerun |
| Vereinigtes Königreich                                                      | 1:0 Stoney (18.) 2:0 J. Scott (23.) 3:0 Houghton (82.) | | Kamerun |
| Vereinigtes Königreich                                                      | Manie (17.), Medoua (36.) | | Kamerun |
| 28. Juli 2012 um 17:15 Uhr (18:15 Uhr MESZ) in Cardiff (Millennium Stadium) | | |         |
| Zuschauer: 31.141                                                           | | |         |
| Schiedsrichterin: Hong Eun-ha ( Südkorea)                                   | | |         |

#### Neuseeland – Kamerun 3:1 (1:0)
| Neuseeland                                                                         | Neuseeland | Kamerun | Kamerun |
| ---------------------------------------------------------------------------------- | --- | --- | ------- |
| Neuseeland                                                                         | \| 31. Juli 2012 um 19:45 Uhr (20:45 Uhr MESZ) in Coventry (City of Coventry Stadium) \| \| Zuschauer: 11.425 \| \| Schiedsrichterin: Christina Pedersen ( Norwegen) \|                                                                                   | \| 31. Juli 2012 um 19:45 Uhr (20:45 Uhr MESZ) in Coventry (City of Coventry Stadium) \| \| Zuschauer: 11.425 \| \| Schiedsrichterin: Christina Pedersen ( Norwegen) \| | Kamerun |
| Neuseeland                                                                         | Jenny Bindon – Ria Percival, Katie Hoyle, Abby Erceg, Rebecca Smith , Ali Riley – Betsy Hassett, Annalie Longo (82. Kirsty Yallop) – Amber Hearn, Sarah Gregorius (65. Hayley Moorwood), Rosie White Cheftrainer: Tony Readings ( Vereinigtes Königreich) | Annette Ngo Ndom – Augustine Ejangue, Bibi Medoua, Ysis Sonkeng – Yvonne Chibosso, Francine Zouga (78. Gaëlle Enganamouit), Françoise Bella (58. Jeannette Yango) – Ajara Nchout (46. Michèle Mani), Gabrielle Onguéné, Raïssa Feudjio, Adrienne Iven Cheftrainer: Carl Enow | Kamerun |
| Neuseeland                                                                         | 1:0 Smith (43.) 2:0 Sonkeng (49., Eigentor) 3:0 Gregorius (62.) | 3:1 Onguéné (75.) | Kamerun |
| Neuseeland                                                                         | Medoua (21.), Ejangue (51.), Yango (76.) | | Kamerun |
| 31. Juli 2012 um 19:45 Uhr (20:45 Uhr MESZ) in Coventry (City of Coventry Stadium) | | |         |
| Zuschauer: 11.425                                                                  | | |         |
| Schiedsrichterin: Christina Pedersen ( Norwegen)                                   | | |         |

#### Großbritannien – Brasilien 1:0 (1:0)
| Großbritannien                                                          | Großbritannien | Brasilien | Brasilien |
| ----------------------------------------------------------------------- | --- | --- | --------- |
| Vereinigtes Königreich                                                  | \| 31. Juli 2012 um 19:45 Uhr (20:45 Uhr MESZ) in London (Wembley-Stadion) \| \| Zuschauer: 70.584 \| \| Schiedsrichterin: Carol Anne Chenard ( Kanada) \|                                                                                    | \| 31. Juli 2012 um 19:45 Uhr (20:45 Uhr MESZ) in London (Wembley-Stadion) \| \| Zuschauer: 70.584 \| \| Schiedsrichterin: Carol Anne Chenard ( Kanada) \|                        | Brasilien |
| Vereinigtes Königreich                                                  | Karen Bardsley – Alex Scott, Steph Houghton, Sophie Bradley, Casey Stoney – Jill Scott, Kim Little, Anita Asante – Karen Carney (84. Fara Williams), Kelly Smith (85. Ellen White), Eniola Aluko (63. Rachel Yankey) Cheftrainer: Hope Powell | Andréia – Érika, Maurine (46. Daiane), Renata Costa – Ester (72. Grazielle), Rosana, Francielle, Bruna (46. Aline) – Thaís Guedes, Marta , Cristiane Cheftrainer: Jorge Barcellos | Brasilien |
| Vereinigtes Königreich                                                  | 1:0 Houghton (2.) | | Brasilien |
| Vereinigtes Königreich                                                  | Bruna (32.), Francielle (56.), Aline (68.) | | Brasilien |
| 31. Juli 2012 um 19:45 Uhr (20:45 Uhr MESZ) in London (Wembley-Stadion) | | |           |
| Zuschauer: 70.584                                                       | | |           |
| Schiedsrichterin: Carol Anne Chenard ( Kanada)                          | | |           |

### Gruppe F
| Pl. | Land      | Sp. | S | U | N | Tore    | Diff. | Punkte |
| --- | --------- | --- | - | - | - | ------- | ----- | ------ |
| 1.  | Schweden  | 3   | 1 | 2 | 0 | 006:300 | +3    | 05     |
| 2.  | Japan     | 3   | 1 | 2 | 0 | 002:100 | +1    | 05     |
| 3.  | Kanada    | 3   | 1 | 1 | 1 | 006:400 | +2    | 04     |
| 4.  | Südafrika | 3   | 0 | 1 | 2 | 001:700 | −6    | 01     |

#### Japan – Kanada 2:1 (2:0)
| Japan                                                                              | Japan | Kanada | Kanada |
| ---------------------------------------------------------------------------------- | --- | --- | ------ |
| Japan                                                                              | \| 25. Juli 2012 um 17:00 Uhr (18:00 Uhr MESZ) in Coventry (City of Coventry Stadium) \| \| Zuschauer: 14.119 \| \| Schiedsrichterin: Kirsi Heikkinen ( Finnland) \|                                           | \| 25. Juli 2012 um 17:00 Uhr (18:00 Uhr MESZ) in Coventry (City of Coventry Stadium) \| \| Zuschauer: 14.119 \| \| Schiedsrichterin: Kirsi Heikkinen ( Finnland) \| | Kanada |
| Japan                                                                              | Miho Fukumoto – Aya Sameshima, Saki Kumagai, Azusa Iwashimizu, Yukari Kinga – Nahomi Kawasumi, Mizuho Sakaguchi, Homare Sawa, Aya Miyama – Shinobu Ohno (65. Kozue Ando), Yūki Ōgimi Cheftrainer: Norio Sasaki | Erin McLeod – Carmelina Moscato, Rhian Wilkinson (71. Robyn Gayle), Candace Chapman, Lauren Sesselmann (69. Chelsea Stewart) – Kaylyn Kyle (76. Kelly Parker), Diana Matheson, Desiree Scott, Sophie Schmidt – Christine Sinclair , Melissa Tancredi Cheftrainer: John Herdman ( Vereinigtes Königreich) | Kanada |
| Japan                                                                              | 1:0 Kawasumi (33.) 2:0 Miyama (44.) | 2:1 Tancredi (55.) | Kanada |
| 25. Juli 2012 um 17:00 Uhr (18:00 Uhr MESZ) in Coventry (City of Coventry Stadium) | | |        |
| Zuschauer: 14.119                                                                  | | |        |
| Schiedsrichterin: Kirsi Heikkinen ( Finnland)                                      | | |        |

#### Schweden – Südafrika 4:1 (3:0)
| Schweden                                                                           | Schweden | Südafrika | Südafrika |
| ---------------------------------------------------------------------------------- | --- | --- | --------- |
| Schweden                                                                           | \| 25. Juli 2012 um 19:45 Uhr (20:45 Uhr MESZ) in Coventry (City of Coventry Stadium) \| \| Zuschauer: 18.290 \| \| Schiedsrichterin: Salomé di Iorio ( Argentinien) \| | \| 25. Juli 2012 um 19:45 Uhr (20:45 Uhr MESZ) in Coventry (City of Coventry Stadium) \| \| Zuschauer: 18.290 \| \| Schiedsrichterin: Salomé di Iorio ( Argentinien) \|                                                                       | Südafrika |
| Schweden                                                                           | Hedvig Lindahl – Linda Sembrant, Emma Berglund, Sara Thunebro, Lina Nilsson – Nilla Fischer (60. Johanna Almgren), Lisa Dahlkvist, Marie Hammarström (84. Antonia Göransson), Caroline Seger – Lotta Schelin (73. Kosovare Asllani), Sofia Jakobsson Cheftrainer: Thomas Dennerby | Roxanne Barker – Nothando Vilakazi, Amanda Sister, Janine van Wyk – Kylie Louw, Amanda Dlamini , Noko Matlou (62. Marry Ntsweng), Portia Modise, Refiloe Jane – Mpumi Nyandeni, Andisiwe Mgcoyi (80. Sanah Mollo) Cheftrainer: Joseph Mkhonza | Südafrika |
| Schweden                                                                           | 1:0 Fischer (7.) 2:0 Dahlkvist (20.) 3:0 Schelin (21.) 4:1 Schelin (63.) | 3:1 Modise (60.) | Südafrika |
| Schweden                                                                           | Vilakazi (86.) | | Südafrika |
| 25. Juli 2012 um 19:45 Uhr (20:45 Uhr MESZ) in Coventry (City of Coventry Stadium) | | |           |
| Zuschauer: 18.290                                                                  | | |           |
| Schiedsrichterin: Salomé di Iorio ( Argentinien)                                   | | |           |

#### Japan – Schweden 0:0
| Japan                                                                              | Japan | Schweden | Schweden |
| ---------------------------------------------------------------------------------- | --- | --- | -------- |
| Japan                                                                              | \| 28. Juli 2012 um 12:00 Uhr (13:00 Uhr MESZ) in Coventry (City of Coventry Stadium) \| \| Zuschauer: 14.160 \| \| Schiedsrichterin: Quetzalli Alvarado Godínez ( Mexiko) \|                                                                            | \| 28. Juli 2012 um 12:00 Uhr (13:00 Uhr MESZ) in Coventry (City of Coventry Stadium) \| \| Zuschauer: 14.160 \| \| Schiedsrichterin: Quetzalli Alvarado Godínez ( Mexiko) \| | Schweden |
| Japan                                                                              | Miho Fukumoto – Aya Sameshima, Saki Kumagai, Azusa Iwashimizu, Yukari Kinga – Nahomi Kawasumi, Mizuho Sakaguchi, Homare Sawa (59. Asuna Tanaka), Aya Miyama – Shinobu Ohno (81. Mana Iwabuchi), Yūki Ōgimi (90.+2' Kozue Ando) Cheftrainer: Norio Sasaki | Hedvig Lindahl – Linda Sembrant, Emma Berglund, Annica Svensson, Sara Thunebro – Lisa Dahlkvist (87. Antonia Göransson), Marie Hammarström, Johanna Almgren (63. Kosovare Asllani), Caroline Seger – Lotta Schelin, Sofia Jakobsson (78. Lina Nilsson) Cheftrainer: Thomas Dennerby | Schweden |
| Japan                                                                              | Thunebro (22.) | | Schweden |
| 28. Juli 2012 um 12:00 Uhr (13:00 Uhr MESZ) in Coventry (City of Coventry Stadium) | | |          |
| Zuschauer: 14.160                                                                  | | |          |
| Schiedsrichterin: Quetzalli Alvarado Godínez ( Mexiko)                             | | |          |

#### Kanada – Südafrika 3:0 (1:0)
| Kanada                                                                             | Kanada | Südafrika | Südafrika |
| ---------------------------------------------------------------------------------- | --- | --- | --------- |
| Kanada                                                                             | \| 28. Juli 2012 um 14:45 Uhr (15:45 Uhr MESZ) in Coventry (City of Coventry Stadium) \| \| Zuschauer: 14.753 \| \| Schiedsrichterin: Christina Pedersen ( Norwegen) \| | \| 28. Juli 2012 um 14:45 Uhr (15:45 Uhr MESZ) in Coventry (City of Coventry Stadium) \| \| Zuschauer: 14.753 \| \| Schiedsrichterin: Christina Pedersen ( Norwegen) \|                                                                            | Südafrika |
| Kanada                                                                             | Karina LeBlanc – Carmelina Moscato, Robyn Gayle (68. Chelsea Stewart), Rhian Wilkinson, Lauren Sesselmann – Kaylyn Kyle (74. Jonelle Filigno), Diana Matheson, Desiree Scott, Sophie Schmidt – Christine Sinclair , Melissa Tancredi (87. Brittany Timko) Cheftrainer: John Herdman ( Vereinigtes Königreich) | Thokozile Mndaweni – Amanda Sister, Janine van Wyk, Zamandosi Cele – Kylie Louw, Amanda Dlamini , Gabisile Hlumbane, Refiloe Jane, Mpumi Nyandeni – Portia Modise (83. Noko Matlou), Andiwise Mgcoyi (69. Sanah Mollo) Cheftrainer: Joseph Mkhonza | Südafrika |
| Kanada                                                                             | 1:0 Tancredi (7.) 2:0 Sinclair (58.) 3:0 Sinclair (86.) | | Südafrika |
| Kanada                                                                             | Modise (53.) | | Südafrika |
| 28. Juli 2012 um 14:45 Uhr (15:45 Uhr MESZ) in Coventry (City of Coventry Stadium) | | |           |
| Zuschauer: 14.753                                                                  | | |           |
| Schiedsrichterin: Christina Pedersen ( Norwegen)                                   | | |           |

#### Japan – Südafrika 0:0
| Japan                                                                       | Japan | Südafrika | Südafrika |
| --------------------------------------------------------------------------- | --- | --- | --------- |
| Japan                                                                       | \| 31. Juli 2012 um 14:30 Uhr (15:30 Uhr MESZ) in Cardiff (Millennium Stadium) \| \| Zuschauer: 24.202 \| \| Schiedsrichterin: Efthalia Mitsi ( Griechenland) \|                                                                                           | \| 31. Juli 2012 um 14:30 Uhr (15:30 Uhr MESZ) in Cardiff (Millennium Stadium) \| \| Zuschauer: 24.202 \| \| Schiedsrichterin: Efthalia Mitsi ( Griechenland) \| | Südafrika |
| Japan                                                                       | Ayumi Kaihori – Kyoko Yano, Saki Kumagai, Azusa Iwashimizu, Yukari Kinga – Mana Iwabuchi (58. Nahomi Kawasumi), Aya Miyama (77. Mizuho Sakaguchi), Asuna Tanaka, Megumi Takase – Kozue Ando, Karina Maruyama (90.+3' Yūki Ōgimi) Cheftrainer: Norio Sasaki | Thokozile Mndaweni – Nothando Vilakazi, Janine van Wyk, Zamandosi Cele, Refiloe Jane – Kylie Louw (90. Marry Ntsweng), Amanda Dlamini , Gabisile Hlumbane (61. Amanda Sister), Mpumi Nyandeni – Noko Matlou (61. Sanah Mollo), Portia Modise Cheftrainer: Joseph Mkhonza | Südafrika |
| 31. Juli 2012 um 14:30 Uhr (15:30 Uhr MESZ) in Cardiff (Millennium Stadium) | | |           |
| Zuschauer: 24.202                                                           | | |           |
| Schiedsrichterin: Efthalia Mitsi ( Griechenland)                            | | |           |

#### Kanada – Schweden 2:2 (1:2)
| Kanada                                                                     | Kanada | Schweden | Schweden |
| -------------------------------------------------------------------------- | --- | --- | -------- |
| Kanada                                                                     | \| 31. Juli 2012 um 14:30 Uhr (15:30 Uhr MESZ) in Newcastle (St. James’ Park) \| \| Zuschauer: 12.719 \| \| Schiedsrichterin: Hong Eun-ah ( Südkorea) \| | \| 31. Juli 2012 um 14:30 Uhr (15:30 Uhr MESZ) in Newcastle (St. James’ Park) \| \| Zuschauer: 12.719 \| \| Schiedsrichterin: Hong Eun-ah ( Südkorea) \|                                                                                                  | Schweden |
| Kanada                                                                     | Erin McLeod – Carmelina Moscato, Rhian Wilkinson, Lauren Sesselmann, Marie-Ève Nault (86. Chelsea Stewart) – Diana Matheson, Desiree Scott, Sophie Schmidt (88. Kelly Parker) – Christine Sinclair , Melissa Tancredi, Jonelle Filigno (75. Kaylyn Kyle) Cheftrainer: John Herdman ( Vereinigtes Königreich) | Hedvig Lindahl – Linda Sembrant, Emma Berglund, Sara Thunebro, Lina Nilsson – Nilla Fischer (53. Lisa Dahlkvist), Kosovare Asllani (63. Johanna Almgren), Marie Hammarström, Caroline Seger – Lotta Schelin, Sofia Jakobsson Cheftrainer: Thomas Dennerby | Schweden |
| Kanada                                                                     | 1:2 Tancredi (43.) 2:2 Tancredi (84.) | 0:1 Hammarström (14.) 0:2 Jakobsson (16.) | Schweden |
| Kanada                                                                     | Fischer (29.), Nilsson (61.) | | Schweden |
| 31. Juli 2012 um 14:30 Uhr (15:30 Uhr MESZ) in Newcastle (St. James’ Park) | | |          |
| Zuschauer: 12.719                                                          | | |          |
| Schiedsrichterin: Hong Eun-ah ( Südkorea)                                  | | |          |

### Gruppe G
| Pl. | Land               | Sp. | S | U | N | Tore    | Diff. | Punkte |
| --- | ------------------ | --- | - | - | - | ------- | ----- | ------ |
| 1.  | Vereinigte Staaten | 3   | 3 | 0 | 0 | 008:200 | +6    | 09     |
| 2.  | Frankreich         | 3   | 2 | 0 | 1 | 008:400 | +4    | 06     |
| 3.  | Nordkorea          | 3   | 1 | 0 | 2 | 002:600 | −4    | 03     |
| 4.  | Kolumbien          | 3   | 0 | 0 | 3 | 000:600 | −6    | 0      |

#### Vereinigte Staaten – Frankreich 4:2 (2:2)
| Vereinigte Staaten                                                    | Vereinigte Staaten | Frankreich | Frankreich |
| --------------------------------------------------------------------- | --- | --- | ---------- |
| Vereinigte Staaten                                                    | \| 25. Juli 2012 um 17:00 Uhr (18:00 Uhr MESZ) in Glasgow (Hampden Park) \| \| Zuschauer: 18.090 \| \| Schiedsrichterin: Sachiko Yamagishi ( Japan) \| | \| 25. Juli 2012 um 17:00 Uhr (18:00 Uhr MESZ) in Glasgow (Hampden Park) \| \| Zuschauer: 18.090 \| \| Schiedsrichterin: Sachiko Yamagishi ( Japan) \| | Frankreich |
| Vereinigte Staaten                                                    | Hope Solo – Christie Rampone , Kelley O’Hara, Amy LePeilbet, Rachel Buehler – Shannon Boxx (17. Carli Lloyd), Megan Rapinoe (84. Sydney Leroux), Tobin Heath – Lauren Cheney, Alex Morgan (74. Amy Rodriguez), Abby Wambach Cheftrainerin: Pia Sundhage ( Schweden) | Sarah Bouhaddi – Wendie Renard, Ophélie Meilleroux (46. Laura Georges), Corine Franco, Sonia Bompastor – Camille Abily (71. Sandrine Soubeyrand), Louisa Nécib (46. Eugénie Le Sommer), Élise Bussaglia – Marie-Laure Delie, Élodie Thomis, Gaëtane Thiney Cheftrainer: Bruno Bini | Frankreich |
| Vereinigte Staaten                                                    | 1:2 Wambach (19.) 2:2 Morgan (32.) 3:2 Lloyd (56.) 4:2 Morgan (66.) | 0:1 Thiney (12.) 0:2 Delie (14.) | Frankreich |
| 25. Juli 2012 um 17:00 Uhr (18:00 Uhr MESZ) in Glasgow (Hampden Park) | | |            |
| Zuschauer: 18.090                                                     | | |            |
| Schiedsrichterin: Sachiko Yamagishi ( Japan)                          | | |            |

#### Kolumbien – Nordkorea 0:2 (0:1)
| Kolumbien                                                             | Kolumbien | Nordkorea | Nordkorea |
| --------------------------------------------------------------------- | --- | --- | --------- |
| Kolumbien                                                             | \| 25. Juli 2012 um 20:50 Uhr (21:50 Uhr MESZ) in Glasgow (Hampden Park) \| \| Zuschauer: 18.900 \| \| Schiedsrichterin: Carol Anne Chenard ( Kanada) \| | \| 25. Juli 2012 um 20:50 Uhr (21:50 Uhr MESZ) in Glasgow (Hampden Park) \| \| Zuschauer: 18.900 \| \| Schiedsrichterin: Carol Anne Chenard ( Kanada) \|                                                                                  | Nordkorea |
| Kolumbien                                                             | Sandra Sepúlveda – Natalia Gaitán , Natalia Ariza (46. Nataly Arias), Yulieth Domínguez, Kelis Peduzine – Daniela Montoya (46. Ingrid Vidal), Carmen Rodallega, Catalina Usme, Liana Salazar (77. Tatiana Ariza) – Oriánica Velásquez, Lady Andrade Cheftrainer: Ricardo Rozo | Jo Yun-mi – Kim Nam-hui, Kim Myong-gum, Ro Chol-ok, Yun Song-mi – Choe Un-ju (88. Choe Yong-sim), Ri Ye-gyong, Jon Myong-hwa, Kim Chung-sim (40. Kim Un-hyang) – Yun Hyon-hi, Kim Song-hui (90.+2' Choe Mi-gyong) Cheftrainer: Sin Ui-gun | Nordkorea |
| Kolumbien                                                             | 0:1 Kim Song-hui (39.) 0:2 Kim Song-hui (85.) | | Nordkorea |
| Kolumbien                                                             | Yun Hyon-hi (83.) | | Nordkorea |
| 25. Juli 2012 um 20:50 Uhr (21:50 Uhr MESZ) in Glasgow (Hampden Park) | | |           |
| Zuschauer: 18.900                                                     | | |           |
| Schiedsrichterin: Carol Anne Chenard ( Kanada)                        | | |           |

#### Vereinigte Staaten – Kolumbien 3:0 (1:0)
| Vereinigte Staaten                                                    | Vereinigte Staaten | Kolumbien | Kolumbien |
| --------------------------------------------------------------------- | --- | --- | --------- |
| Vereinigte Staaten                                                    | \| 28. Juli 2012 um 17:00 Uhr (18:00 Uhr MESZ) in Glasgow (Hampden Park) \| \| Zuschauer: 11.313 \| \| Schiedsrichterin: Efthalia Mitsi ( Griechenland) \| | \| 28. Juli 2012 um 17:00 Uhr (18:00 Uhr MESZ) in Glasgow (Hampden Park) \| \| Zuschauer: 11.313 \| \| Schiedsrichterin: Efthalia Mitsi ( Griechenland) \| | Kolumbien |
| Vereinigte Staaten                                                    | Hope Solo – Heather Mitts, Christie Rampone , Kelley O’Hara, Rachel Buehler – Heather O’Reilly (67. Tobin Heath), Carli Lloyd, Megan Rapinoe (81. Amy Rodriguez) – Lauren Cheney, Alex Morgan, Abby Wambach (78. Sydney Leroux) Cheftrainerin: Pia Sundhage ( Schweden) | Sandra Sepúlveda – Natalia Gaitán , Nataly Arias, Yulieth Domínguez, Kelis Peduzine – Tatiana Ariza (71. Daniela Montoya), Carmen Rodallega (71. Liana Salazar) – Catalina Usme, Oriánica Velásquez, Ingrid Vidal (86. Melissa Ortiz), Lady Andrade Cheftrainer: Ricardo Rozo | Kolumbien |
| Vereinigte Staaten                                                    | 1:0 Rapinoe (33.) 2:0 Wambach (74.) 3:0 Lloyd (77.) | | Kolumbien |
| 28. Juli 2012 um 17:00 Uhr (18:00 Uhr MESZ) in Glasgow (Hampden Park) | | |           |
| Zuschauer: 11.313                                                     | | |           |
| Schiedsrichterin: Efthalia Mitsi ( Griechenland)                      | | |           |

#### Frankreich – Nordkorea 5:0 (1:0)
| Frankreich                                                            | Frankreich | Nordkorea | Nordkorea |
| --------------------------------------------------------------------- | --- | --- | --------- |
| Frankreich                                                            | \| 28. Juli 2012 um 19:45 Uhr (20:45 Uhr MESZ) in Glasgow (Hampden Park) \| \| Zuschauer: 11.743 \| \| Schiedsrichterin: Thérèse Neguel ( Kamerun) \| | \| 28. Juli 2012 um 19:45 Uhr (20:45 Uhr MESZ) in Glasgow (Hampden Park) \| \| Zuschauer: 11.743 \| \| Schiedsrichterin: Thérèse Neguel ( Kamerun) \|                                                                               | Nordkorea |
| Frankreich                                                            | Sarah Bouhaddi – Wendie Renard, Laura Georges, Corine Franco, Sonia Bompastor – Sandrine Soubeyrand (62. Camille Abily), Louisa Nécib, Élise Bussaglia – Eugénie Le Sommer (62. Élodie Thomis), Marie-Laure Delie (80. Camille Catala), Gaëtane Thiney Cheftrainer: Bruno Bini | Jo Yun-mi – Kim Nam-hui, Kim Myong-gum , Ro Chol-ok, Yun Song-mi – Choe Un-ju (51. Kim Song-hui), Ri Ye-gyong, Jon Myong-hwa (72. O Hui-sun), Kim Un-hyang (59. Kim Chung-sim) – Choe Mi-gyong, Yun Hyon-hi Cheftrainer: Sin Ui-gun | Nordkorea |
| Frankreich                                                            | 1:0 Georges (45.) 2:0 Thomis (70.) 3:0 Delie (71.) 4:0 Renard (81.) 5:0 Catala (87.) | | Nordkorea |
| Frankreich                                                            | Le Sommer (54.), Bompastor (83.) | | Nordkorea |
| 28. Juli 2012 um 19:45 Uhr (20:45 Uhr MESZ) in Glasgow (Hampden Park) | | |           |
| Zuschauer: 11.743                                                     | | |           |
| Schiedsrichterin: Thérèse Neguel ( Kamerun)                           | | |           |

#### Vereinigte Staaten – Nordkorea 1:0 (1:0)
| Vereinigte Staaten                                                       | Vereinigte Staaten | Nordkorea | Nordkorea |
| ------------------------------------------------------------------------ | --- | --- | --------- |
| Vereinigte Staaten                                                       | \| 31. Juli 2012 um 17:15 Uhr (18:15 Uhr MESZ) in Manchester (Old Trafford) \| \| Zuschauer: 29.522 \| \| Schiedsrichterin: Jenny Palmqvist ( Schweden) \| | \| 31. Juli 2012 um 17:15 Uhr (18:15 Uhr MESZ) in Manchester (Old Trafford) \| \| Zuschauer: 29.522 \| \| Schiedsrichterin: Jenny Palmqvist ( Schweden) \|                                                                                  | Nordkorea |
| Vereinigte Staaten                                                       | Hope Solo – Christie Rampone , Kelley O’Hara, Amy LePeilbet, Rachel Buehler (75. Becky Sauerbrunn) – Heather O’Reilly, Carli Lloyd, Megan Rapinoe (46. Tobin Heath) – Lauren Cheney (83. Amy Rodriguez), Alex Morgan, Abby Wambach Cheftrainerin: Pia Sundhage ( Schweden) | O Chang-ran – Kim Nam-hui, Kim Myong-gum, Pong Son-hwa, Choe Yong-sim – Choe Un-ju, Ri Ye-gyong, Jon Myong-hwa, Kim Chung-sim (80. Kim Un-hyang) – Yun Hyon-hi (31. Kim Su-gyong), Kim Song-hui (63. Choe Mi-gyong) Cheftrainer: Sin Ui-gun | Nordkorea |
| Vereinigte Staaten                                                       | 1:0 Wambach (25.) | | Nordkorea |
| Vereinigte Staaten                                                       | Cheney (16.) | Ri Ye-gyong (13.), Kim Song-hui (43.), Choe Mi-gyong (76.) | Nordkorea |
| Vereinigte Staaten                                                       | Choe Mi-gyong (81.) | | Nordkorea |
| 31. Juli 2012 um 17:15 Uhr (18:15 Uhr MESZ) in Manchester (Old Trafford) | | |           |
| Zuschauer: 29.522                                                        | | |           |
| Schiedsrichterin: Jenny Palmqvist ( Schweden)                            | | |           |

#### Frankreich – Kolumbien 1:0 (1:0)
| Frankreich                                                                 | Frankreich | Kolumbien | Kolumbien |
| -------------------------------------------------------------------------- | --- | --- | --------- |
| Frankreich                                                                 | \| 31. Juli 2012 um 17:15 Uhr (18:15 Uhr MESZ) in Newcastle (St. James’ Park) \| \| Zuschauer: 13.184 \| \| Schiedsrichterin: Quetzalli Alvarado Godínez ( Mexiko) \| | \| 31. Juli 2012 um 17:15 Uhr (18:15 Uhr MESZ) in Newcastle (St. James’ Park) \| \| Zuschauer: 13.184 \| \| Schiedsrichterin: Quetzalli Alvarado Godínez ( Mexiko) \| | Kolumbien |
| Frankreich                                                                 | Sarah Bouhaddi – Wendie Renard, Laura Georges, Corine Franco (84. Sabrina Viguier), Sonia Bompastor (46. Laure Boulleau) – Sandrine Soubeyrand (55. Élise Bussaglia), Camille Abily, Louisa Nécib – Marie-Laure Delie, Élodie Thomis, Gaëtane Thiney Cheftrainer: Bruno Bini | Sandra Sepúlveda – Natalia Gaitán, Natalia Ariza, Nataly Arias, Yulieth Domínguez, Kelis Peduzine – Daniela Montoya, Carmen Rodallega, Catalina Usme (45.+3' Yoreli Rincón), Oriánica Velásquez (68. Melissa Ortiz), Ingrid Vidal (81. Tatiana Ariza) Cheftrainer: Ricardo Rozo | Kolumbien |
| Frankreich                                                                 | 1:0 Thomis (5.) | | Kolumbien |
| Frankreich                                                                 | Nécib (61.) | Domínguez (49.), Montoya (53.) | Kolumbien |
| 31. Juli 2012 um 17:15 Uhr (18:15 Uhr MESZ) in Newcastle (St. James’ Park) | | |           |
| Zuschauer: 13.184                                                          | | |           |
| Schiedsrichterin: Quetzalli Alvarado Godínez ( Mexiko)                     | | |           |

## Viertelfinale

### Schweden – Frankreich 1:2 (1:2)
| Schweden                                                               | Schweden | Frankreich | Frankreich |
| ---------------------------------------------------------------------- | --- | --- | ---------- |
| Schweden                                                               | \| 3. August 2012 um 12:00 Uhr (13:00 Uhr MESZ) in Glasgow (Hampden Park) \| \| Zuschauer: 12.869 \| \| Schiedsrichterin: Kari Seitz ( Vereinigte Staaten) \| | \| 3. August 2012 um 12:00 Uhr (13:00 Uhr MESZ) in Glasgow (Hampden Park) \| \| Zuschauer: 12.869 \| \| Schiedsrichterin: Kari Seitz ( Vereinigte Staaten) \| | Frankreich |
| Schweden                                                               | Hedvig Lindahl – Linda Sembrant, Emma Berglund, Annica Svensson (82. Madelaine Edlund), Sara Thunebro – Nilla Fischer , Lisa Dahlkvist, Marie Hammarström (70. Antonia Göransson), Caroline Seger – Lotta Schelin, Sofia Jakobsson (58. Kosovare Asllani) Cheftrainer: Thomas Dennerby | Sarah Bouhaddi – Wendie Renard, Laura Georges, Corine Franco, Sonia Bompastor – Sandrine Soubeyrand (70. Camille Abily), Louisa Nécib, Élise Bussaglia – Marie-Laure Delie, Élodie Thomis (75. Eugénie Le Sommer), Gaëtane Thiney (88. Camille Catala) Cheftrainer: Bruno Bini | Frankreich |
| Schweden                                                               | 1:0 Fischer (18.) | 1:1 Georges (29.) 1:2 Renard (39.) | Frankreich |
| Schweden                                                               | Svensson (78.) | Franco (21.) | Frankreich |
| 3. August 2012 um 12:00 Uhr (13:00 Uhr MESZ) in Glasgow (Hampden Park) | | |            |
| Zuschauer: 12.869                                                      | | |            |
| Schiedsrichterin: Kari Seitz ( Vereinigte Staaten)                     | | |            |

### Vereinigte Staaten – Neuseeland 2:0 (1:0)
| Vereinigte Staaten                                                          | Vereinigte Staaten | Neuseeland | Neuseeland |
| --------------------------------------------------------------------------- | --- | --- | ---------- |
| Vereinigte Staaten                                                          | \| 3. August 2012 um 14:30 Uhr (15:30 Uhr MESZ) in Newcastle (St. James’ Park) \| \| Zuschauer: 10.441 \| \| Schiedsrichterin: Salomé di Iorio ( Argentinien) \| | \| 3. August 2012 um 14:30 Uhr (15:30 Uhr MESZ) in Newcastle (St. James’ Park) \| \| Zuschauer: 10.441 \| \| Schiedsrichterin: Salomé di Iorio ( Argentinien) \| | Neuseeland |
| Vereinigte Staaten                                                          | Hope Solo – Christie Rampone , Kelley O’Hara, Amy LePeilbet, Rachel Buehler – Carli Lloyd, Megan Rapinoe (71. Heather O’Reilly), Tobin Heath – Lauren Cheney (90.+1' Amy Rodriguez), Alex Morgan (81. Sydney Leroux), Abby Wambach Cheftrainerin: Pia Sundhage ( Schweden) | Jenny Bindon – Ria Percival, Katie Hoyle (90.+5' Annalie Longo), Abby Erceg, Rebecca Smith , Ali Riley – Kirsty Yallop (57. Hayley Moorwood), Betsy Hassett – Amber Hearn, Sarah Gregorius, Hannah Wilkinson (77. Rosie White) Cheftrainer: Tony Readings ( Vereinigtes Königreich) | Neuseeland |
| Vereinigte Staaten                                                          | 1:0 Wambach (27.) 2:0 Leroux (87.) | | Neuseeland |
| Vereinigte Staaten                                                          | Wambach (43.), Lloyd (79.) | | Neuseeland |
| 3. August 2012 um 14:30 Uhr (15:30 Uhr MESZ) in Newcastle (St. James’ Park) | | |            |
| Zuschauer: 10.441                                                           | | |            |
| Schiedsrichterin: Salomé di Iorio ( Argentinien)                            | | |            |

### Brasilien – Japan 0:2 (0:1)
| Brasilien                                                                    | Brasilien | Japan | Japan |
| ---------------------------------------------------------------------------- | --- | --- | ----- |
| Brasilien                                                                    | \| 3. August 2012 um 17:00 Uhr (18:00 Uhr MESZ) in Cardiff (Millennium Stadium) \| \| Zuschauer: 28.528 \| \| Schiedsrichterin: Kirsi Heikkinen ( Finnland) \|         | \| 3. August 2012 um 17:00 Uhr (18:00 Uhr MESZ) in Cardiff (Millennium Stadium) \| \| Zuschauer: 28.528 \| \| Schiedsrichterin: Kirsi Heikkinen ( Finnland) \|                                                                     | Japan |
| Brasilien                                                                    | Andréia – Érika, Renata Costa (85. Grazielle) – Formiga, Rosana (80. Ester), Francielle, Bruna – Fabiana, Thaís Guedes, Marta , Cristiane Cheftrainer: Jorge Barcellos | Miho Fukumoto – Aya Sameshima, Saki Kumagai, Azusa Iwashimizu, Yukari Kinga – Nahomi Kawasumi, Mizuho Sakaguchi, Homare Sawa, Aya Miyama – Shinobu Ohno (85. Kozue Ando), Yūki Ōgimi (89. Megumi Takase) Cheftrainer: Norio Sasaki | Japan |
| Brasilien                                                                    | 0:1 Ōgimi (27.) 0:2 Ohno (73.) | | Japan |
| Brasilien                                                                    | Marta (49.), Bruna (70.) | Sakaguchi (58.) | Japan |
| 3. August 2012 um 17:00 Uhr (18:00 Uhr MESZ) in Cardiff (Millennium Stadium) | | |       |
| Zuschauer: 28.528                                                            | | |       |
| Schiedsrichterin: Kirsi Heikkinen ( Finnland)                                | | |       |

### Großbritannien – Kanada 0:2 (0:2)
| Großbritannien                                                                      | Großbritannien | Kanada | Kanada |
| ----------------------------------------------------------------------------------- | --- | --- | ------ |
| Vereinigtes Königreich                                                              | \| 3. August 2012 um 19:30 Uhr (20:30 Uhr MESZ) in Coventry (City of Coventry Stadium) \| \| Zuschauer: 28.828 \| \| Schiedsrichterin: Sachiko Yamagishi ( Japan) \|                                                                              | \| 3. August 2012 um 19:30 Uhr (20:30 Uhr MESZ) in Coventry (City of Coventry Stadium) \| \| Zuschauer: 28.828 \| \| Schiedsrichterin: Sachiko Yamagishi ( Japan) \| | Kanada |
| Vereinigtes Königreich                                                              | Karen Bardsley – Alex Scott, Steph Houghton, Sophie Bradley (84. Rachel Yankey), Casey Stoney – Jill Scott, Kim Little (82. Rachel Williams), Anita Asante – Karen Carney, Ellen White (63. Fara Williams), Eniola Aluko Cheftrainer: Hope Powell | Erin McLeod – Carmelina Moscato, Rhian Wilkinson, Lauren Sesselmann, Marie-Ève Nault – Diana Matheson, Desiree Scott, Sophie Schmidt (78. Kelly Parker) – Christine Sinclair (88. Brittany Timko), Melissa Tancredi, Jonelle Filigno (61. Kaylyn Kyle) Cheftrainer: John Herdman ( Vereinigtes Königreich) | Kanada |
| Vereinigtes Königreich                                                              | 0:1 Filigno (12.) 0:2 Sinclair (26.) | | Kanada |
| Vereinigtes Königreich                                                              | Nault (86.) | | Kanada |
| 3. August 2012 um 19:30 Uhr (20:30 Uhr MESZ) in Coventry (City of Coventry Stadium) | | |        |
| Zuschauer: 28.828                                                                   | | |        |
| Schiedsrichterin: Sachiko Yamagishi ( Japan)                                        | | |        |

## Halbfinale

### Frankreich – Japan 1:2 (0:1)
| Frankreich                                                               | Frankreich | Japan | Japan |
| ------------------------------------------------------------------------ | --- | --- | ----- |
| Frankreich                                                               | \| 6. August 2012 um 17:00 Uhr (18:00 Uhr MESZ) in London (Wembley-Stadion) \| \| Zuschauer: 61.482 \| \| Schiedsrichterin: Quetzalli Alvarado Godínez ( Mexiko) \|                                                                                       | \| 6. August 2012 um 17:00 Uhr (18:00 Uhr MESZ) in London (Wembley-Stadion) \| \| Zuschauer: 61.482 \| \| Schiedsrichterin: Quetzalli Alvarado Godínez ( Mexiko) \|                                                               | Japan |
| Frankreich                                                               | Sarah Bouhaddi – Wendie Renard, Laura Georges, Corine Franco, Sonia Bompastor – Sandrine Soubeyrand (56. Camille Abily), Louisa Nécib, Élise Bussaglia – Marie-Laure Delie, Élodie Thomis, Gaëtane Thiney (58. Eugénie Le Sommer) Cheftrainer: Bruno Bini | Miho Fukumoto – Aya Sameshima, Saki Kumagai, Azusa Iwashimizu, Yukari Kinga – Nahomi Kawasumi, Mizuho Sakaguchi (84. Asuna Tanaka), Homare Sawa, Aya Miyama – Shinobu Ohno (74. Kozue Ando), Yūki Ōgimi Cheftrainer: Norio Sasaki | Japan |
| Frankreich                                                               | 1:2 Le Sommer (76.) | 0:1 Ōgimi (32.) 0:2 Sakaguchi (49.) | Japan |
| Frankreich                                                               | Fabián (69.) | Sakai (58.) | Japan |
| 6. August 2012 um 17:00 Uhr (18:00 Uhr MESZ) in London (Wembley-Stadion) | | |       |
| Zuschauer: 61.482                                                        | | |       |
| Schiedsrichterin: Quetzalli Alvarado Godínez ( Mexiko)                   | | |       |

### Kanada – Vereinigte Staaten 3:4 n.V. (3:3, 1:0)
| Kanada                                                                    | Kanada | Vereinigte Staaten | Vereinigte Staaten |
| ------------------------------------------------------------------------- | --- | --- | ------------------ |
| Kanada                                                                    | \| 6. August 2012 um 19:45 Uhr (20:45 Uhr MESZ) in Manchester (Old Trafford) \| \| Zuschauer: 26.630 \| \| Schiedsrichterin: Christina Pedersen ( Norwegen) \| | \| 6. August 2012 um 19:45 Uhr (20:45 Uhr MESZ) in Manchester (Old Trafford) \| \| Zuschauer: 26.630 \| \| Schiedsrichterin: Christina Pedersen ( Norwegen) \| | Vereinigte Staaten |
| Kanada                                                                    | Erin McLeod – Carmelina Moscato, Rhian Wilkinson, Lauren Sesselmann, Marie-Ève Nault (101. Chelsea Stewart) – Diana Matheson, Desiree Scott, Sophie Schmidt – Christine Sinclair , Melissa Tancredi, Jonelle Filigno (67. Kaylyn Kyle) Cheftrainer: John Herdman ( Vereinigtes Königreich) | Hope Solo – Christie Rampone , Kelley O’Hara, Amy LePeilbet (76. Sydney Leroux), Rachel Buehler (110. Becky Sauerbrunn) – Carli Lloyd, Megan Rapinoe, Tobin Heath – Lauren Cheney (101. Heather O’Reilly), Alex Morgan, Abby Wambach Cheftrainerin: Pia Sundhage ( Schweden) | Vereinigte Staaten |
| Kanada                                                                    | 1:0 Sinclair (22.) 2:1 Sinclair (67.) 3:2 Sinclair (73.) | 1:1 Rapinoe (54.) 2:2 Rapinoe (70.) 3:3 Wambach (80., Handelfmeter) 3:4 Morgan (120.+3') | Vereinigte Staaten |
| Kanada                                                                    | Scott (60.), Tancredi (79.) | | Vereinigte Staaten |
| 6. August 2012 um 19:45 Uhr (20:45 Uhr MESZ) in Manchester (Old Trafford) | | |                    |
| Zuschauer: 26.630                                                         | | |                    |
| Schiedsrichterin: Christina Pedersen ( Norwegen)                          | | |                    |

## Spiel um Bronze

### Kanada – Frankreich 1:0 (0:0)
| Kanada                                                                              | Kanada | Frankreich | Frankreich |
| ----------------------------------------------------------------------------------- | --- | --- | ---------- |
| Kanada                                                                              | \| 9. August 2012 um 13:00 Uhr (14:00 Uhr MESZ) in Coventry (City of Coventry Stadium) \| \| Zuschauer: 12.465 \| \| Schiedsrichterin: Jenny Palmqvist ( Schweden) \| | \| 9. August 2012 um 13:00 Uhr (14:00 Uhr MESZ) in Coventry (City of Coventry Stadium) \| \| Zuschauer: 12.465 \| \| Schiedsrichterin: Jenny Palmqvist ( Schweden) \| | Frankreich |
| Kanada                                                                              | Erin McLeod – Carmelina Moscato, Rhian Wilkinson, Lauren Sesselmann, Marie-Ève Nault (83. Candace Chapman) – Diana Matheson, Desiree Scott, Sophie Schmidt – Christine Sinclair , Melissa Tancredi (77. Brittany Timko), Jonelle Filigno (55. Kaylyn Kyle) Cheftrainer: John Herdman ( Vereinigtes Königreich) | Sarah Bouhaddi – Wendie Renard, Laura Georges, Corine Franco, Sonia Bompastor – Sandrine Soubeyrand (54. Camille Abily), Louisa Nécib, Élise Bussaglia – Marie-Laure Delie (60. Eugénie Le Sommer), Élodie Thomis (90.+2' Camille Catala), Gaëtane Thiney Cheftrainer: Bruno Bini | Frankreich |
| Kanada                                                                              | 1:0 Matheson (90.+2') | | Frankreich |
| Kanada                                                                              | Abily (90.) | | Frankreich |
| 9. August 2012 um 13:00 Uhr (14:00 Uhr MESZ) in Coventry (City of Coventry Stadium) | | |            |
| Zuschauer: 12.465                                                                   | | |            |
| Schiedsrichterin: Jenny Palmqvist ( Schweden)                                       | | |            |

## Finale

### Vereinigte Staaten – Japan 2:1 (1:0)
| Vereinigte Staaten                                                   | Vereinigte Staaten | Japan | Japan |
| -------------------------------------------------------------------- | --- | --- | ----- |
| Vereinigte Staaten                                                   | \| 9. August 2012 um 19:45 Uhr (20:45 MESZ) in London (Wembley-Stadion) \| \| Zuschauer: 80.203 \| \| Schiedsrichterin: Bibiana Steinhaus ( Deutschland) \|                                                                                        | \| 9. August 2012 um 19:45 Uhr (20:45 MESZ) in London (Wembley-Stadion) \| \| Zuschauer: 80.203 \| \| Schiedsrichterin: Bibiana Steinhaus ( Deutschland) \|                                                                                                | Japan |
| Vereinigte Staaten                                                   | Hope Solo – Christie Rampone , Kelley O’Hara, Amy LePeilbet, Rachel Buehler (80. Becky Sauerbrunn) – Shannon Boxx, Carli Lloyd, Megan Rapinoe (57. Lauren Cheney), Tobin Heath – Alex Morgan, Abby Wambach Cheftrainerin: Pia Sundhage ( Schweden) | Miho Fukumoto – Aya Sameshima (77. Mana Iwabuchi), Saki Kumagai, Azusa Iwashimizu, Yukari Kinga – Nahomi Kawasumi, Mizuho Sakaguchi (59. Asuna Tanaka), Homare Sawa, Aya Miyama – Shinobu Ohno (86. Karina Maruyama), Yūki Ōgimi Cheftrainer: Norio Sasaki | Japan |
| Vereinigte Staaten                                                   | 1:0 Lloyd (8.) 2:0 Lloyd (54.) | 2:1 Ōgimi (63.) | Japan |
| Vereinigte Staaten                                                   | Wambach (90.) | | Japan |
| 9. August 2012 um 19:45 Uhr (20:45 MESZ) in London (Wembley-Stadion) | | |       |
| Zuschauer: 80.203                                                    | | |       |
| Schiedsrichterin: Bibiana Steinhaus ( Deutschland)                   | | |       |